# Aguna
Aguna es un género de lepidópteros ditrisios de la subfamilia Eudaminae  dentro de la familia Hesperiidae.

## Especies
Lista de especies de Aguna:
- Aguna albistria
- Aguna asander
- Aguna aurunce
- Aguna camagura
- Aguna cirrus
- Aguna claxon
- Aguna clina
- Aguna coeloides
- Aguna coelus
- Aguna ganna
- Aguna glaphyrus
- Aguna latifascia
- Aguna latimacula
- Aguna longicauda
- Aguna megaeles
- Aguna mesodentata
- Aguna metophis
- Aguna nicolayi
- Aguna panama
- Aguna parva
- Aguna penicillata
- Aguna similis
- Aguna spatulata
- Aguna spicata
- Aguna squamalba
- Aguna venezuelae